# NGC 7774
NGC 7774 (również PGC 72679 lub UGC 12819) – galaktyka eliptyczna (E), znajdująca się w gwiazdozbiorze Pegaza. Odkrył ją Lewis A. Swift 9 sierpnia 1886 roku. Tworzy parę z galaktyką PGC 93142, a niewielka różnica ich przesunięć ku czerwieni oraz widoczny na zdjęciach zaburzony kształt świadczą o tym, że galaktyki te są w trakcie kolizji.